# Pujòus de Lengon
Pujòus de Siron (en francès Pujols-sur-Ciron) és un municipi francès situat al departament de la Gironda i a la regió de la Nova Aquitània.

## Demografia
| 1962                                       | 1968 | 1975 | 1982 | 1990 | 1999 | 2007 |
| ------------------------------------------ | ---- | ---- | ---- | ---- | ---- | ---- |
| 524                                        | 550  | 419  | 575  | 649  | 722  | 717  |
| Des de 1962: població sense dobles comptes |      |      |      |      |      |      |

## Administració
| Període | Identitat         | Partit |
| ------- | ----------------- | ------ |
| 2008-   | Dominique Clavier |        |

## Agermanaments
- Casalarreina